# Ávra Theodoropoúlou
Ávra Theodoropoúlou (en grec moderne : Αύρα Θεοδωροπούλου), née le 3 novembre 1880 et morte le 20 janvier 1963, est une professeure grecque de musique, pianiste, suffragette et militante des droits des femmes. Elle fonde, dans son pays, la Ligue des droits de la femme en 1920, et en est la présidente de 1920 à 1957. Elle est mariée au poète Ágis Théros.

## Jeunesse
Ávra Theodoropoúlou naît le 3 novembre 1880 à Edirne, dans l'Empire ottoman. Elle est la fille d'Eleni et d'Aristomenis Drakopoulos, qui est le consul officiel de Grèce en Turquie. Sa sœur, Theóni Drakopoúlou, est une poétesse et une actrice connue. Dans son enfance, la famille est affectée en Turquie puis en Crète avant de s'installer à Athènes. Après avoir terminé ses études secondaires, Ávra Theodoropoúlou apprend l'anglais, le français et l'allemand et s'engage comme infirmière volontaire pendant la guerre gréco-turque de 1897. En 1900, elle est diplômée du Conservatoire d'Athènes et la même année, elle rencontre Spýros Theodorópoulos, qui deviendra un homme politique et un écrivain, utilisant le nom de plume d'Ágis Théros. Ils se marient en 1906, après avoir surmonté les objections de son père.

## Carrière
En 1910, Ávra Theodoropoúlou reçoit la médaille d'argent Andréas et Iphigeneia Syngrós pour son habileté au piano et est nommée pour enseigner l'histoire de la musique et le piano-forte au conservatoire. Durant cette première période, cherchant différentes méthodes pour s'exprimer, elle écrit au moins deux pièces de théâtre. L'une, intitulée Chance ou volonté (en grec moderne : Τύχην ή θέλησιν) (1906), qui n'est pas été jouée car elle est semi-autobiographique, et Étincelles mourantes (Σπίθες που σβήνουν), qui est jouée en 1912 par Maríka Kotopoúli.
En 1911, elle participe à la création de l'École du dimanche pour les femmes qui travaillent (Κυριακάτικο Σχολείο Εργατριών) (KSE), une organisation qui revendique pour la première fois que l'éducation des femmes soit un droit. Pendant la première guerre balkanique (1912-13), elle se porte de nouveau volontaire comme infirmière et est ensuite honorée pour sa participation par la médaille de la Croix-Rouge hellénique, la médaille de la reine Olga, la médaille de la guerre des Balkans et la médaille de la guerre gréco-bulgare.
En 1918, Theodoropoúlou est l'une des fondatrices de l'association Sœur du soldat (en grec moderne : Αδελφή του Στρατιώτη), créée pour répondre aux problèmes sociaux causés par la guerre et donner aux femmes un moyen actif de participer civiquement. L'organisation vise à émanciper les femmes et à leur donner des droits civiques et politiques. L'année suivante, elle quitte le Conservatoire d'Athènes et commence à enseigner au Conservatoire hellénique. En 1920, Theodoropoúlou, avec Róza Imvrióti (el), María Negrepónti (el), Agni Roussopoulos, María Svólou et d'autres féministes, créent la Ligue des droits de la femme (Σύνδεσμος για τα Δικαιώματα της Γυναίκας), et cherchent à s'associer à l'Alliance internationale des femmes (IWSA) pour faire avancer leurs revendications en matière d'égalité. Dès le début, l'organisation est l'une des plus dynamiques des organisations féministes grecques. En 1920, elle présente une résolution au gouvernement grec au nom de l'association, demandant que les inégalités juridiques empêchant les femmes de voter soient corrigées. L'année suivante, elle devient présidente de la Ligue et le restera jusqu'en 1958, sauf pendant la guerre où l'organisation est interdite.
La KSE cesse ses activités en 1922 et Ávra Theodoropoúlou se tourne vers le Service de supervision et le Foyer national (Εθνική Στέγη), qui sont tous deux des organisations visant à aider les réfugiés de la guerre gréco-turque. À la fin du conflit, la Grèce est inondée de réfugiés et le Service de supervision de la Ligue met à disposition des volontaires dans cinquante établissements pour apporter de l'aide. Le Foyer national est un orphelinat, qui peut accueillir jusqu'à 85 filles. En 1923, Theodoropoúlou lance le journal de la Ligue, La lutte des femmes (Ο Αγώνας της Γυναίκας) et participe à la 9e conférence de l'IWSA qui se tient à Rome. Elle devient membre du conseil d'administration de l'IWSA et y siège jusqu'en 1935. Grâce aux contacts qu'elle a établis lors de la conférence, elle créé Petite Entente des Femmes (en) () (LEW) qui se réunit à Bucarest plus tard cette année-là. Lors de cette conférence, Theodoropoúlou reçoit la médaille du roi Alexandre Ier de Yougoslavie pour son travail en faveur de la paix. LEW est composé de féministes de Tchécoslovaquie, de Grèce, de Pologne, de Roumanie et de Yougoslavie et elle aide à co-organiser leurs conférences annuelles. Theodoropoúlou est présidente de la LEW grecque de 1925 à 1927, après la présidence d'Alexandrine Cantacuzène. Elle est extrêmement active au cours de cette période avec les conférences internationales et remporte un certain succès dans son pays, lorsqu'en 1930 les femmes grecques éduquées obtiennent le droit d'élire des représentants locaux.

## Vie ultérieure
En 1936, Theodoropoúlou quitte le Conservatoire hellénique et commence à enseigner au Conservatoire national.
En 1936, lorsque Ioánnis Metaxás impose sa dictature sur la Grèce, il suspend les activités de l'organisation féminine. Les femmes consacrent leurs activités à l'effort de résistance à l'occupation et Theodoropoúlou, comme elle l'a fait dans d'autres conflits, se porte de nouveau volontaire comme infirmière. En 1946, elle devient présidente de la toute nouvelle Fédération panhellénique des femmes (Πανελλαδική Ομοσπονδία Γυναικών) (POG), qui est créée pour rassembler toutes les organisations de femmes et contrebalancer les positions de gauche et de droite. Le POG organise une conférence en mai 1946 avec 671 délégués réunis à Athènes, mais quelques mois plus tard, la guerre civile éclate et Theodoropoúloua démissionne parce qu'elle estime que le mouvement des femmes doit être non partisan. Elle est forcée de signer un serment de loyauté, en 1948, en raison de son implication antérieure avec les communistes et la police secrète conserve des dossiers sur elle et son mari entre 1949 et leur mort, qui ne sont détruits qu'en 1989.
Après la fin du conflit, Theodoropoúlou reprend sa participation aux conférences de l'IWSA, assistant aux conférences d'Amsterdam (1949), de Stockholm (1951), de Naples (1952), de Colombo (1955), de Copenhague (1956) et d'Athènes (1958). En 1952, les femmes grecques obtiennent finalement le droit de participer au vote à part entière.
Elle prend sa retraite de l'enseignement en 1957 et de la Ligue des droits de la femme en 1958. Au cours des dernières années de sa vie, elle travaille comme critique musicale, publiant dans des journaux et des magazines, et après la mort de son mari, en 1961, elle organise leurs archives. Theodoropoúlou est morte à Athènes le 20 janvier 1963.